# Tom Lockyer
Thomas Alun Lockyer (ur. 3 grudnia 1994 w Cardiff) – walijski piłkarz występujący na pozycji obrońcy w angielskim klubie Luton Town oraz w reprezentacji Walii. Wychowanek Cardiff City, w trakcie swojej kariery grał także w takich zespołach jak Bristol Rovers oraz Charlton Athletic.